# Browar Zamkowy w Nidzicy
Browar Zamkowy w Nidzicy (niem. Schlossbrauerei Neidenburg) - neogotycki budynek browaru w Nidzicy

## Historia
Browar parowy w Nidzicy został założony w 1868 roku. Piwo produkowano w nim do 1945 roku.
Po II wojnie światowej, po upaństwowieniu zakład został przekształcony w fabrykę oranżady.
Od 1958 roku w budynku mieści się miodosytnia Wytwórni Win i Miodów Pitnych w Nidzicy. Od 1992 roku browar jest wpisany do rejestru zabytków.